# Лауб, Якоб
Якоб Йоханн Лауб (Жешув, 7 февраля 1884 года, Жешув, Австро-Венгрия — 22 апреля 1962, Фрибур, Швейцария) — физик из Австро-Венгрии, получивший известность благодаря своей совместной работе с Альбертом Эйнштейном над специальной теорией относительности.

## Биография
Якоб Лауб (имя при рождении — Якуб Лауб) родился в семье польских евреев Авраама Лауба и Анны Марии Шенборн в г. Жешув в Галиции, которая на тот момент находилась в составе Австро-Венгрии. Позже, ещё в школьные годы, Лауб сменил веру и принял католичество, поменяв при этом имя Якуб на Якоб Йоханн. Окончив школу в родном Жешуве, Лауб поступил в Венский университет, однако затем сменил его на Университет Кракова, а уже затем перевёлся в Гёттингенский университет. Там он изучал математику, а его учителями были Давид Гильберт, Вольдемар Фогт, Вальтер Нернст, Карл Шварцшильд и Герман Минковский. Докторскую степень Лауб получил в 1907 году в Вюрцбургском университете. Вскоре после этого он начал тесно сотрудничать с такими учёными, как Вильгельм Вин, Арнольд Зоммерфельд, Йоханнес Штарк и Альберт Эйнштейн. В 1908 году, когда Лауб навестил Эйнштейна в Берне в Швейцарии, тот ещё работал в патентном бюро. В 1909 году Лауб начал работать вместе с другим учёным, Филиппом Ленардом в Университете Гейдельберга.
В 1911 году Лауб эмигрировал со своей женой Рут Элизой Вендт в Аргентину, где работал в геофизической и астрономической обсерватории Ла Плата, а уже затем был назначен деканом физического факультета в университете Буэнос-Айреса. В Аргентине Лауб вновь сменил имя и после этого стал известен под именем Хакобо Хуан, получив работу в дипломатическом корпусе Аргентины. В 1947 году он вернулся в Германию и поселился в г. Фрайбург, где, столкнувшись с финансовыми трудностями, был вынужден продать часть своей переписки с Эйнштейном.

## Научная деятельность
В 1905 году Лауб совместно с Вильгельмом Вином исследовал катодные лучи. После этого он увлёкся теорией относительности и в 1907 году написал важную работу на тему «Оптика движущихся тел». В 1908 году им было написано несколько совместных с Эйнштейном трудов, связанных с уравнениями электромагнитного поля, которые были призваны заменить четырёхмерную формулировку Минковского при помощи классических и более простых формулировок, так как и Лауб, и Эйнштейн считали формулу пространства-времени Минковского слишком сложными. Однако получилось так, что именно пространство-время Минковского оказало фундаментальное влияние на дальнейшее развитие специальной теории относительности. Лауб также опубликовал несколько теоретических выкладок, посвящённых релятивистским эффектам внутри газов, а уже в 1910 году начал писать первые обзорные статьи по теории относительности.

## Публикации
- Laub, J. (1907), Über sekundäre Kathodenstrahlen, Annalen der Physik, 328 (7): 285–300, Bibcode:1907AnP...328..285L, doi:10.1002/andp.19073280708
- Laub, J. (1907), Zur Optik der bewegten Körper, Annalen der Physik, 328 (9): 738–744, Bibcode:1907AnP...328..738L, doi:10.1002/andp.19073280910
- Laub, J. (1908), Zur Optik der bewegten Körper II, Annalen der Physik, 330: 175–184, Bibcode:1908AnP...330..175L, doi:10.1002/andp.19083300113
- Einstein, A. & Laub, J. (1908), Über die elektromagnetischen Grundgleichungen für bewegte Körper (PDF), Annalen der Physik, 331 (8): 532–540, Bibcode:1908AnP...331..532E, doi:10.1002/andp.19083310806, Архивировано из оригинала (PDF) 23 июня 2006, Дата обращения: 26 января 2014{{citation}}:  Википедия:Обслуживание CS1 (множественные имена: authors list) (ссылка)
- Einstein, A. & Laub, J. (1908), Über die im elektromagnetischen Felde auf ruhende Körper ausgeübten ponderomotorischen Kräfte (PDF), Annalen der Physik, 331 (8): 541–550, Bibcode:1908AnP...331..541E, doi:10.1002/andp.19083310807, Архивировано из оригинала (PDF) 23 июня 2006, Дата обращения: 26 января 2014{{citation}}:  Википедия:Обслуживание CS1 (множественные имена: authors list) (ссылка)
- Laub, J. (1908), Über die durch Röntgenstrahlen erzeugten sekundären Kathodenstrahlen, Annalen der Physik, 331 (9): 712–726, Bibcode:1908AnP...331..712L, doi:10.1002/andp.19083310903
- Einstein, A. & Laub, J. (1908), Berichtigung zur Abhandlung: "Über die elektromagnetischen Grundgleichungen für bewegte Körper" (PDF), Annalen der Physik, 332 (11): 232–232, Bibcode:1908AnP...332..232E, doi:10.1002/andp.19083321115, Архивировано из оригинала (PDF) 23 июня 2006, Дата обращения: 26 января 2014{{citation}}:  Википедия:Обслуживание CS1 (множественные имена: authors list) (ссылка)
- Laub, J. (1909), Über den Einfluß der molekularen Bewegung auf die Dispersionserscheinungen in Gasen, Annalen der Physik, 333: 131–141, Bibcode:1909AnP...333..131L, doi:10.1002/andp.19093330107
- Einstein, A. & Laub, J. (1909), Bemerkungen zu unserer Arbeit: "Über die elektromagnetischen Grundgleichungen für bewegte Körper" (PDF), Annalen der Physik, 333 (2): 445–447, Bibcode:1909AnP...333..445E, doi:10.1002/andp.19093330212, Архивировано из оригинала (PDF) 23 июня 2006, Дата обращения: 26 января 2014{{citation}}:  Википедия:Обслуживание CS1 (множественные имена: authors list) (ссылка)
- Laub, J. (1909), Zur Theorie der Dispersion und Extinktion des Lichtes in leuchtenden Gasen und Dämpfen, Annalen der Physik, 334 (6): 94–110, Bibcode:1909AnP...334...94L, doi:10.1002/andp.19093340608
- Laub, J. (1910), Über die experimentellen Grundlagen des Relativitätsprinzips, Jahrbuch der Radioaktivität und Elektronik, 7: 405–463
- Laub, J. (1915), Über die Dispersionserscheinungen des Lichtes in beliebig bewegten Körpern, Annalen der Physik, 351 (5): 705–719, Bibcode:1915AnP...351..705L, doi:10.1002/andp.19153510509
- Laub, J. (1915), Über die durch Röntgenstrahlen erzeugten Strahlen, Annalen der Physik, 351 (6): 785–808, Bibcode:1915AnP...351..785L, doi:10.1002/andp.19153510605